# クサントス (歴史家)
リュディアのクサントス (ギリシア語: Ξάνθος, Xanthos)は生粋のリディア人の歴史家で著述家（古代ギリシアの職業用語としてロゴグラポスが適用される）。紀元前5世紀半ばに活躍し、『リュディア史（「リュディアカ（Λυδιακά)」という著作名で知られる）』を書いた。地誌に関する著作もある。リュディア史に関する重要な歴史を書いたもっとも初期の歴史家だと信じられている。また、『マギカ（Mαγικά)』という題名の著作や、『エンペドクレスの生涯』という題名の著作も知られている。彼はペルシア人の伝承に関する知識があったと信じられており、リゥディア人がペルシア人の宗教について書いたのだとまことしやかに伝えられてきたが、有用な証拠にちなんだものではない 。彼はリディアの都サルディスで暮らしていたと信じられていて、同時代人で同業者のヘロドトスは、彼の著作の殆どはリュディア王の家系と業績に関する多くのことを彼の著作で書いている。クサントスは、人気のある神話の場面の描写を打ちたてようとした伝統的なイオニア形式で書いたことでも知られている。彼がこの形式を用いて記述した一例として、カタケカウメネに登場する"巨人の処罰"の場面が挙げられる。彼は、一般的なギリシア人が楽しむにはしばしば退屈だと考えられていたような歴史的事件を適用することでも知られていた。クサントスはダマスクスのニコラウスによって引用された主要や著作者の一人だった。 .

## リディアカ
ビザンティウムのステファノスからの引用によれば、リディアカ (ギリシア語: Λυδιακά, Ludiaka)は4つの異なった書籍から編纂されたと信じられている。残念なことに、クサントスが、どれくらいの量が人魚時代以前を扱っているのか、ということと同様に、どのように彼独自の資料を取り入れたのか言うことはできない。小噺をつかう傾向があるために、彼の業績における歴史に関する編纂部分は、ヘロドトスのように、いい加減なものなのだと信じられている。ビザンティウムのステファノスが引用するところによれば、アルキモス（アキアモスとしても知られる）王の支配時代に、リュディア人がその名をヒュメナエウス（ティメナエウスとしても知られる）の息子のアスカロンの名に因み、アスカルスと名付けたとの観点から、『リュディアカ』の第4巻が、アタルガティスの文化の中心であるアスカルスの建設を記述していると信じられている。『リュディアカ』の信頼度は、彼の著作が断片だしか残っていないことや、引用が重ねられて混乱を来していることから、幾度となく疑問を呈されてきた。ハリカルナッソスのディオニシウスは、トゥキジデスに関する記載でクサントスを最も信頼に値するとし、ヘロドトス以前の最大の歴史家達は神話的傾向があるが、クサントスには賞賛すべき公平さがあると言及している。ハリカルナッソスのダイオニシウスはクサントスを、”初期歴史家としては例外的な知識を持つ人物、彼自身の国の歴史を打ち立て人物として絶後の人物である”(I. 28.)と引用している。ダイオニシウスのような知識人著述家がクサントスと彼の業績に強い表明を行なったことで、 彼は、少なくとも、信頼に足らないスキュトブラキオンによる引用を読むことによってではなく、『リディアカ』の原著か、或いは少なくともメニピスを研究することで、こうした結論に至ったのだと推測されている。 多くの人びとは、クサントスの業績は実質的で正当であり、スキュトブラキオンのような他の著述家のするような加工はないのだということの証明として、ダイオニシウスの記述を解釈している。スキュトブラキオンは、いわれてもいないことや彼自身の意見をクサントスへの疑問に結び付けている。ストラボンによれば、『リュディアカ』の第一巻で、クサントスはアルメニアやマティエネや下フィリギアや、多くの島のある地方にいる海貝の形をした岩の発見に言及している。その観察から、アナトリア半島全体は、かつて海底にあったと推測している(I. 3, 4).

## マギカ
マギカ (ギリシア語: Mαγικά, Magika) は、アレクサンドリアのクレメントによりただ一度引用されているが、この引用の信頼度はしばしばアレクサンドリアのクレメントがタルソスの建設の日付のためにクサントスを信頼せずに引用していることを理由に疑われてきた。

## 関連資料
- Easterling, P. E., Bernard MacGregor, and Walker Knox. Greek Literature. Cambridge: Cambridge UP, 1985. Google Books. Web. 29 Jan. 2010. <https://books.google.co.jp/books?id=zLUzKHNI4qsC&pg=PA145&dq=Xanthus+of+Lydia&cd=3&redir_esc=y&hl=ja#v=onepage&q=Xanthus%20of%20Lydia&f=false%3E.

- Marincola, John. Greek Historians. Cambridge: Cambridge UP, 2001. Google Books. Web. 29 Jan. 2010. <https://books.google.co.jp/books?id=VTIyhET2o0MC&pg=PA16&dq=Xanthus+of+Lydia&cd=5&redir_esc=y&hl=ja#v=onepage&q=Xanthus%20of%20Lydia&f=false%3E.

- Pearson, Lionel. Early Ionian Historians. London: Oxford UP, 1939. Print.

- Seters, John Van. In Search of History: Historiography in the Ancient World and the Origins of Biblical History. New Haven: Yale UP, 1983. Google Books. Web. 29 Jan. 2010.<https://books.google.com/booksid=0skPdXtewwC&pg=PA14&dq=Xanthus+of+Lydia&cd=1#v=onepage&q=Xanthus%20of%20Lydia&f=false>.

- Tozer, Henry Fanshawe, and Max Cary. A History of Ancient Geography, Volume 1. Cambridge: Cambridge UP, n.d. Google Books. Web. 29 Jan. 2010. <https://books.google.co.jp/books?id=svsNTIU3EskC&pg=RA1-PR11&dq=Xanthus+of+Lydia&cd=6&redir_esc=y&hl=ja#v=onepage&q=Xanthus%20of%20Lydia&f=false%3E.